# Gerard Jofresa
Gerard Jofresa Sarret (Barcelona, 20 de marzo de 2001), más conocido como Gerard Jofresa, es un baloncestista español que pertenece a la plantilla del Amics del Basquet Castelló  de la Liga LEB Oro. Con 1,83 metros de estatura, juega en la posición de base. Es hijo del ex-baloncestista Rafael Jofresa.

## Trayectoria deportiva
Gerard es un jugador formado en las categorías inferiores de UE Mataró, hasta que en 2018 se marchó a Estados Unidos para jugar durante una temporada en la Furtah Preparatory School.
En la temporada 2019-20, firma con el Obradoiro Silleda de Liga EBA, en el que jugaría durante dos temporadas, donde encandiló a la numerosa y calurosa afición. Aquí jugó con jugadores de la talla de Martín Fernández, Javier Cal o Miguel López.
El 12 de agosto de 2021, firma por el CB Clavijo de la Liga LEB Plata.
En la temporada 2022-23, el jugador firma por el Club Bàsquet Prat de la Liga LEB Plata, con el que lograría el ascenso a Liga LEB Oro, al término de la temporada.
El 14 de julio de 2023, firma por el CB Tizona de la Liga LEB Oro.
El 11 de julio de 2024, firma  por el HLA Alicante, de la LEB Oro, para disputar la temporada 2024-2025.
El 26 de diciembre de 2024, firma por el TAU Castelló de la Primera FEB.